# Gonolobus leianthus
Gonolobus leianthus là một loài thực vật có hoa trong họ La bố ma. Loài này được Donn.Sm. mô tả khoa học đầu tiên năm 1909.